# آرواره‌ها ۳
آرواره‌ها ۳ (انگلیسی: Jaws 3-D) یک فیلم سه بعدی در سبک ترسناک و ماجراجویی به کارگردانی جو آلوز است که در سال ۱۹۸۳ منتشر شد.

## بازیگران
- دنیس کواید
- بس آرمسترانگ
- لی تامپسون
- لوئیس گوست، جونیور
- جان پاچ
- سایمن مک‌کورکیندل